# La Rivière-de-Corps
La Rivière-de-Corps ist eine französische Gemeinde mit 3681 Einwohnern (Stand 1. Januar 2022) im Département Aube in der Region Grand Est. Sie gehört zum Arrondissement Troyes und zum Kanton Saint-André-les-Vergers.

## Geographie
Die Gemeinde liegt im Ballungsraum westlich von Troyes. Nachbargemeinden sind Sainte-Savine im Norden, Saint-André-les-Vergers im Osten, Saint-Germain im Süden und Torvilliers im Westen.

## Bevölkerungsentwicklung
| Jahr      | 1968 | 1975 | 1982 | 1990 | 1999 | 2006 | 2015 |
| Einwohner | 946  | 1469 | 1830 | 2631 | 2952 | 2954 | 3253 |

## Gemeindepartnerschaft
- Brombachtal im Odenwald, Deutschland